# Valerij Didenko
Valerij Antonovitj Didenko (ryska: Валерий Антонович Диденко), född den 4 mars 1946 i Pusjkino i Moskva oblast i Sovjetunionen (nu Ryssland), är en sovjetisk kanotist.
Han tog OS-guld i K-4 1000 meter i samband med de olympiska kanottävlingarna 1972 i München.